# Fujioka (Gunma)
Fujioka (jap. 藤岡市 Fujioka-shi, deutsch ‚kreisfreie Stadt Fujioka‘) ist eine Stadt in der Präfektur Gunma auf Honshū, der Hauptinsel von Japan.

## Geschichte
Fujioka war – wie die gesamte Präfektur Gunma – früher für seine Seidenproduktion bekannt. Bereits in Aufzeichnungen aus dem Jahr 1684 wird der Seidenmarkt von Fujioka erwähnt.
Hier lebte und wirkte auch Takayama Chōgorō, der Ende des 19. Jahrhunderts die japanische Seidenraupenzucht modernisierte. 1884 gründete er dafür eine Schul- und Forschungseinrichtung, die Takayama-sha, deren erhalten gebliebene Gebäude 2016 zum Weltkulturerbe erklärt wurden.

## Verkehr
- Straße:
  - Jōshinetsu-Autobahn
  - Nationalstraße 17, nach Niigata
  - Nationalstraße 254, 354, 462
- Zug:
  - JR Hachikō-Linie nach Hachioji oder Takasaki

## Söhne und Töchter der Stadt
- Seki Takakazu (zwischen 1640 und 1644–1708), Wasan-Mathematiker
- Takayama Chōgorō (1830–1886), Seidenraupenzüchter & Modernisierer der Seidenraupenzucht
- Jirō Horikoshi (1903–1982), Flugzeugkonstrukteur
- Kentarō Seki (* 1986), Fußballspieler
- Riku Matsuda (* 1999), Fußballspieler
- Atsushi Sakurai (1966–2023), Sänger (Rockmusik)

## Weblinks

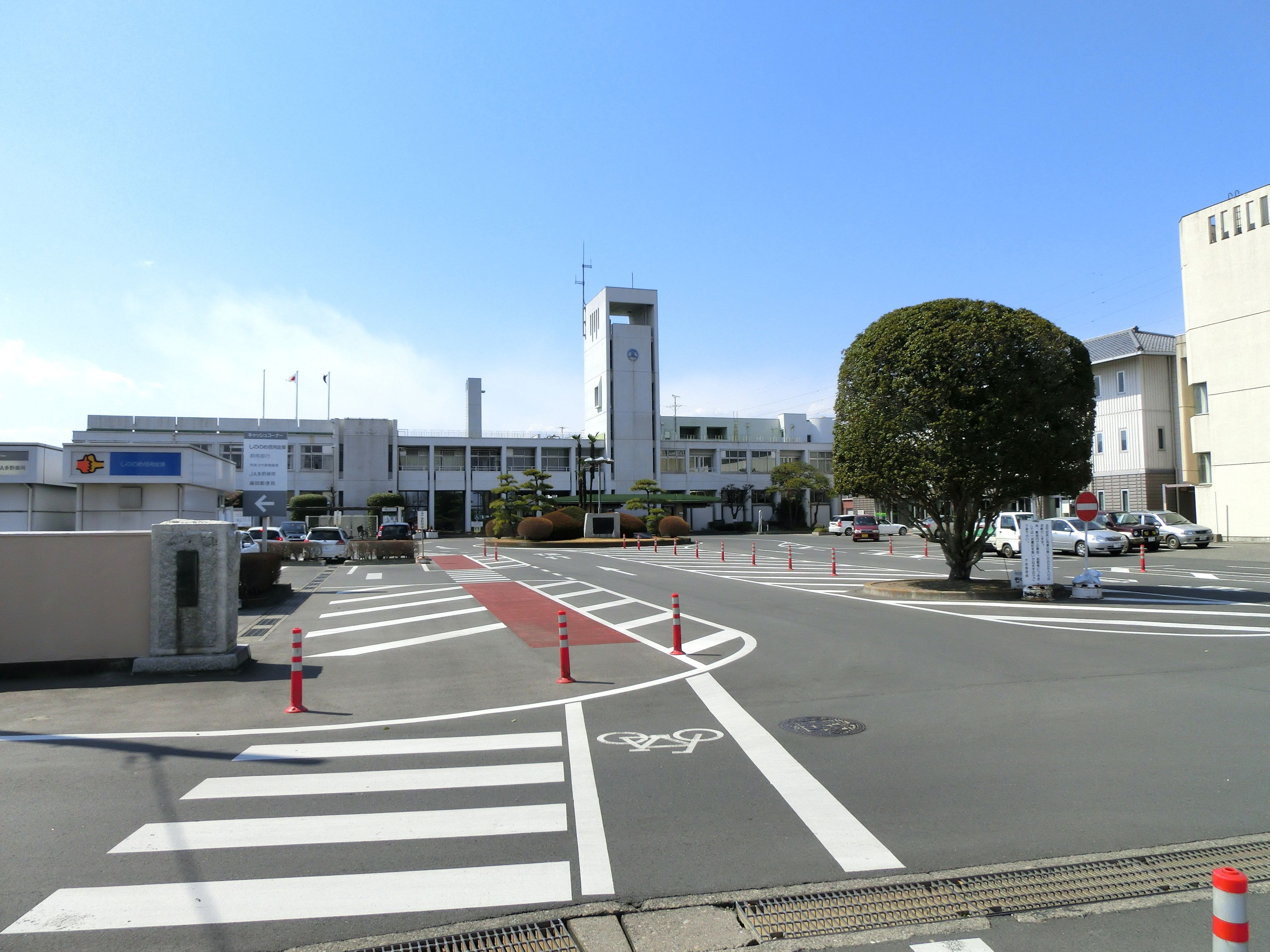
Rathaus von Fujioka

## Angrenzende Städte und Gemeinden
- Präfektur Gunma
  - Takasaki
  - Tamamura
  - Kanna
  - Kanra
  - Shimonita
- Präfektur Saitama
  - Chichibu
  - Kamikawa
  - Kamisato